# 刀剣画報
『刀剣画報』（とうけんがほう）ははホビージャパンが発行する隔月刊の刀剣専門雑誌。

## 歴史探訪
『歴史探訪』（れきしたんぼう）はホビージャパンが発行する月刊の歴史専門雑誌。2019年4月に創刊。

### 特集
戦国時代や江戸時代、幕末などの人気の時代や出来事を毎号ワンテーマで特集する。

#### 一覧
1. 江戸ぐらしのすべて
2. 戦国の名将ランキング
3. 日本刀 美と魂
4. 三国志 英傑たちの真実
5. 日本100名城 全国踏破マップ
6. 新選組 刀と血闘
7. 日本刀 知る・訪ねる 京のかたな
8. 坂本龍馬 遺された 五振の刀
9. 日本刀 戦国武将の刀[2]

### 連載
- 刀剣探訪

### 刀剣ポスター
3号以降は実物大の刀剣ポスターが付属している。
- vol.3 圧切長谷部・鶴丸国永
- vol.4 三日月宗近・小狐丸
- vol.5 大般若長光・獅子王
- vol.6 加州清光・和泉守兼定
- vol.7 鶯丸・一期一振
- vol.8 陸奥守吉行・桑名江
- vol.9 骨喰藤四郎・亀甲貞宗